# Pescher
Ein Pescher (hebräisch פשר, Pl. Pescharim) ist eine literarische Gattung der Bibelauslegung, wie sie sich in den Schriftrollen vom Toten Meer findet. Dabei wird ein zumeist prophetischer Text auf die eigene Gegenwart der Verfasser gedeutet, dies jedoch wiederum in Chiffren. Inwieweit sich aus diesen oft dunklen Anspielungen historische Daten der Qumran-Gemeinschaft und ihrer Umwelt erheben lassen, ist umstritten.

## Begriff
Die verwandten hebräischen Wurzeln פשר und פתר, sowie ihre Entsprechungen, פתר im Aramäischen pasharu im Akkadischen und Tafsir im Arabischen, decken das semantische Feld „lösen, erklären, (Träume) deuten“ ab. Biblische Belegstellen finden sich v. a. in der Josephsgeschichte und im Buch Daniel, wo sie sich auf das Deuten von Träumen beziehen. Speziell in Daniel wird mit dem Begriff aber auch die Entzifferung prophetischer Texte oder Vorhersagen bezeichnet. In diesem Sinne wird er in den Schriftrollen von Qumran als Gattungsbezeichnung benutzt.

## Form
Pescharim zeichnen sich durch die Zitation von Bibeltexten und explizite Kennzeichnung von deren Auslegung aus, was sie von anderen Formen der eher impliziten Schriftauslegung unterscheidet. Die Auslegung wird durch eine Formel eingeleitet, die meist das Wort פשר, in Grundform oder mit Suffixen versehen, enthält sowie den Worten אשר oder על, also etwa „(seine) Deutung (bezieht sich) auf...“.
Man unterscheidet zwischen kontinuierlichen (fortlaufenden) Pescharim, wie beispielsweise dem Pescher zum Propheten Habakuk (1QpHab) oder dem Pescher B zum Propheten Hosea (4Q167), und nicht-kontinuierlichen; diese Pescharim zitieren und deuten lediglich ausgewählte Passagen biblischer Bücher, teils auch unter Aufnahme von Auslegungen zu anderen Büchern, so zum Beispiel der Psalmen-Pescher A (4Q171) oder der Jesaja-Pescher C (4Q163).
Daneben gibt es aber auch thematische Pescharim, die sich eines – zumeist eschatologischen – Grundthemas bedienen und dieses entlang biblischer Texte entwickeln. Beispiele dafür sind der Melchisedek-Midrasch (11Q13) und der so genannte Midrasch zur Eschatologie (4Q174+177). Allerdings deuten die üblichen Benennungen der letzten beiden Texte bereits an, dass hier die Gattungsgrenzen zum Midrasch verschwimmen.

## Textausgaben und Übersetzungen
- James H. Charlesworth u. a. (Hrsg.): Pesharim, other Commentaries and Related Documents (The Dead Sea Scrolls. Hebrew, Aramaic, and Greek Texts with English Translations 6B). Tübingen; Louisville 2002, ISBN 0-664-22588-8.